# Готол
Готол (бур. Готол) — деревня в Аларском районе Усть-Ордынского Бурятского округа Иркутской области. Входит в муниципальное образование «Аларь».

## География
Деревня расположена в 38 км юго-западнее районного центра.

## Внутреннее деление
Состоит из 3 улиц: Барангол, Хойтогол и Школьная.

## Происхождение названия
Название населённого пункта происходит от названия бурятского рода готол, относящегося к племени булагатов и насчитывающего около 15 поколений. Название племени произошло от имени родоначальника Готола, сына Тоглока.

## Население
| 2002 | 2010 | 2011 | 2012 |
| ---- | ---- | ---- | ---- |
| 82   | ↘55  | →55  | ↘54  |